# Colômbia nos Jogos Olímpicos de Verão da Juventude de 2010
A Colômbia participou dos Jogos Olímpicos de Verão da Juventude de 2010 em Cingapura. Sua delegação foi composta por 23 atletas que competiram em 11 esportes. Os atletas colombianos conquistaram dois ouros e três pratas.

## Medalhistas
| Medalha | Nome                                                           | Esporte        | Evento                    | Data         |
| ------- | -------------------------------------------------------------- | -------------- | ------------------------- | ------------ |
| Ouro    | Juan Sebastián Gómez                                           | Tênis          | Simples masculino         | 21 de agosto |
| Ouro    | Jhonnatan Bottero Jessica Lergada Brayan Ramírez David Oquendo | Ciclismo       | Equipes mistas combinadas | 22 de agosto |
| Prata   | José Mena                                                      | Halterofilismo | Até 62 kg masculino       | 16 de agosto |
| Prata   | Mario Gamboa                                                   | Hipismo        | Saltos individual         | 24 de agosto |
| Prata   | Juan Carlos Carrillo                                           | Boxe           | Peso médio (até 75 kg)    | 25 de agosto |

## Atletismo
| Evento                            | Atleta          | Qualificação | Qualificação | Final           | Final        |
| Evento                            | Atleta          | Resultado    | Posição      | Resultado       | Posição      |
| --------------------------------- | --------------- | ------------ | ------------ | --------------- | ------------ |
| Marcha atlética masculina (10 km) | Eider Arevalo   |              |              | Desclassificado | --           |
| 400 m feminino                    | Yaneth Largacha | 57.44        | 13º (3º q1)  | 56.43           | 5º (Final B) |

## Boxe
| Evento                 | Atleta               | Preliminares | Semifinais               | Final                    | Pos. final       |
| ---------------------- | -------------------- | ------------ | ------------------------ | ------------------------ | ---------------- |
| Peso médio (até 75 kg) | Juan Carlos Carrillo | Sem oponente | NGR Muideen Akanji V 5-0 | AUS Damien Hooper D 4-12 | Medalha de prata |

## Ciclismo
| Prova                     | Equipe            | Corta-mato | Corta-mato | Contra-relógio | Contra-relógio | BMX  | BMX   | Estrada masculino[n1] | Pontos | Pos. final |
| Prova                     | Equipe            | Fem.       | Masc.      | Fem.           | Masc.          | Fem. | Masc. | Estrada masculino[n1] | Pontos | Pos. final |
| ------------------------- | ----------------- | ---------- | ---------- | -------------- | -------------- | ---- | ----- | --------------------- | ------ | ---------- |
| Equipes mistas combinadas | Brayan Ramírez    |            |            |                | 12             |      |       | 61                    | 154    | [ 5 ]      |
| Equipes mistas combinadas | David Oquendo     |            |            |                |                |      | 1     | 72                    | 154    | [ 5 ]      |
| Equipes mistas combinadas | Jessica Lergada   | 40         |            | 40             |                | 40   |       |                       | 154    | [ 5 ]      |
| Equipes mistas combinadas | Jhonnatan Bottero |            | 1          |                |                |      |       | 35 - 5 - 10 = 20[n2]  | 154    | [ 5 ]      |

↑  Na prova de estrada apenas a melhor pontuação foi considerada.

↑  5 pontos foram deduzidos porque os três ciclistas concluíram a prova de estrada e 10 foram porque dois ciclistas terminaram a prova de estrada entre os 16 primeiros.

## Desportos aquáticos

### Natação
| Evento                    | Atleta               | Qualificação    | Qualificação | Semifinais  | Semifinais   | Final       | Final       |
| Evento                    | Atleta               | Resultado       | Posição      | Resultado   | Posição      | Resultado   | Posição     |
| ------------------------- | -------------------- | --------------- | ------------ | ----------- | ------------ | ----------- | ----------- |
| 50 m livre feminino       | Isabella Arcila      | 27.04           | 15º (6º q7)  | 29.77       | 16º (8º sf2) | Não avançou | Não avançou |
| 100 m livre feminino      | Isabella Arcila      | 58.49           | 18º (5º q6)  | Não avançou | Não avançou  | Não avançou | Não avançou |
| 50 m costas feminino      | Isabella Arcila      | 30.05           | 5º (2º q1)   | 30.42       | 9º (4º sf2)a | 30.31       | 7º          |
| 100 m costas feminino     | Isabella Arcila      | 1:04.87         | 14º (6º q5)  | 1:04.98     | 13º (7º sf1) | Não avançou | Não avançou |
| 200 m costas feminino     | Isabella Arcila      | 2:18.71         | 15º (5º q4)  |             |              | Não avançou | Não avançou |
| 50 m livre masculino      | Juan Manuel Arbeláez | 24.12           | 12º (7º q7)  | Não avançou | Não avançou  | Não avançou | Não avançou |
| 100 m livre masculino     | Juan Manuel Arbeláez | 53.08           | 33º (8º q4)  | Não avançou | Não avançou  | Não avançou | Não avançou |
| 50 m borboleta masculino  | Juan Manuel Arbeláez | 26.64           | 14º (5º q2)  | 26.31       | 11º (6º sf1) | Não avançou | Não avançou |
| 100 m borboleta masculino | Juan Manuel Arbeláez | 58.37           | 28º (8º q3)  | Não avançou | Não avançou  | Não avançou | Não avançou |
| 100 m livre feminino      | Juanita Barreto      | 59.45           | 30º (7º q7)  | Não avançou | Não avançou  | Não avançou | Não avançou |
| 200 m livre feminino      | Juanita Barreto      | 2:10.35         | 32º (6º q4)  |             |              | Não avançou | Não avançou |
| 50 m costas feminino      | Juanita Barreto      | 30.48           | 9º (4º q2)   | 30.76       | 10º (5º sf2) | Não avançou | Não avançou |
| 100 m costas feminino     | Juanita Barreto      | 1:04.47         | 7º (4º q5)   | 1:04.64     | 12º (6º sf2) | Não avançou | Não avançou |
| 200 m costas feminino     | Juanita Barreto      | 2:18.66         | 13º (5º q3)  |             |              | Não avançou | Não avançou |
| 200 m medley feminino     | Juanita Barreto      | Desclassificada | -- (q4)      |             |              | Não avançou | Não avançou |

↑a  Classificou-se com a desistência da sueca Lovisa Eriksson.

### Saltos ornamentais
| Evento                             | Atleta             | Elims. | Elims. | Final  | Final      |
| Evento                             | Atleta             | Pontos | Pos.   | Pontos | Pos. final |
| ---------------------------------- | ------------------ | ------ | ------ | ------ | ---------- |
| Trampolim 3 m individual masculino | Miguel Ángel Reyes | 502.20 | 7º     | 521.95 | 8º         |

## Ginástica artística
| Eliana Rodriguez | Salto feminino               | 12.150 | 40º | Não avançou | Não avançou |             |             |             |             |             |             |  |  |  |  |
| Eliana Rodriguez | Barras assimétricas feminino | 11.100 | 30º | Não avançou | Não avançou |             |             |             |             |             |             |  |  |  |  |
| Eliana Rodriguez | Trave feminino               | 12.200 | 30º | Não avançou | Não avançou |             |             |             |             |             |             |  |  |  |  |
| Eliana Rodriguez | Solo feminino                | 12.850 | 37º | Não avançou | Não avançou |             |             |             |             |             |             |  |  |  |  |
| Eliana Rodriguez | Individual geral feminino    | 46.300 | 32º |             |             | Não avançou | Não avançou | Não avançou | Não avançou | Não avançou | Não avançou |  |  |  |  |

## Halterofilismo
| Evento              | Atleta            | Peso corporal (kg) | Arranque (kg) | Arranque (kg) | Arranque (kg) | Arranque (kg) | Arremesso (kg) | Arremesso (kg) | Arremesso (kg) | Arremesso (kg) | Total (kg) | Pos. final       |
| Evento              | Atleta            | Peso corporal (kg) | 1             | 2             | 3             | Res.          | 1              | 2              | 3              | Res.           | Total (kg) | Pos. final       |
| ------------------- | ----------------- | ------------------ | ------------- | ------------- | ------------- | ------------- | -------------- | -------------- | -------------- | -------------- | ---------- | ---------------- |
| Até 53 kg feminino  | Diana Cadena      | 52,51              | 68            | 68            | 71            | 71            | 87             | 90             | 90             | 90             | 161        | 5º               |
| Até 62 kg masculino | José Mena         | 61,75              | 107           | 107           | 107           | 107           | 133            | 136            | 140            | 140            | 247        | Medalha de prata |
| Até 85 kg masculino | José Miguel Vélez | 84,28              | 125           | 125           | 130           | 130           | 152            | 166            | 166            | 152            | 282        | 5º               |

## Hipismo
| Evento            | Atleta                                                  | Cavalo   | Preliminares | Preliminares | Preliminares | Preliminares | Preliminares | Preliminares | Final       | Final       | Pos. final       |
| Evento            | Atleta                                                  | Cavalo   | Rodada A     | Rodada A     | Rodada B     | Rodada B     | Rodada B     | Total A+B    | Penal.      | Tempo       | Pos. final       |
| Evento            | Atleta                                                  | Cavalo   | Penal. salto | Pos.         | Penal. salto | Penal. tempo | Total B      | Total A+B    | Penal.      | Tempo       | Pos. final       |
| ----------------- | ------------------------------------------------------- | -------- | ------------ | ------------ | ------------ | ------------ | ------------ | ------------ | ----------- | ----------- | ---------------- |
| Saltos individual | Mario Gamboa                                            | LH Titan | 0            | 1º           | 0            | 0            | 0            | 0            | 14          | 60.63       | Medalha de prata |
| Saltos por equipe | Mario Gamboa (como integrante da equipe América do Sul) | LH Titan | 12           | 4º           | 4            | 0            | 4            | 16           | Não avançou | Não avançou | 5º               |

## Lutas
| Evento                           | Atleta       | Preliminares                  | Preliminares             | Preliminares                      | Preliminares | Disputa pelo 5º lugar       | Pos. final |
| Evento                           | Atleta       | 1ª rodada                     | 2ª rodada                | 3ª rodada                         | Pos.         | Oponente Resultado          | Pos. final |
| Evento                           | Atleta       | Oponente Resultado            | Oponente Resultado       | Oponente Resultado                | Pos.         | Oponente Resultado          | Pos. final |
| -------------------------------- | ------------ | ----------------------------- | ------------------------ | --------------------------------- | ------------ | --------------------------- | ---------- |
| Greco-romana até 69 kg masculino | Carlos Valor | KAZ Zhanibek Kandybayev D 1-3 | NCA José Gonzalez V 4-0  | BLR Aliaksandr Nedashkouski D 0-3 | 3º           | BLR Abdelkrim Ouakali D 1-3 | 6º         |
| Livre até 52 kg feminino         | Sayury Cañón | CHN Yuan Yuan D 0-3           | NOR Karoline Løvik V 3-1 | VIE Thị Diễm Quỳnh Nguyễn D 0-3   | 3º           | ALG Sabrina Azzouz V 4-0    | 5º         |

| Evento                    | Atleta           | Preliminares            | Preliminares              | Preliminares                    | Preliminares | Disputa do bronze           | Pos. final |
| Evento                    | Atleta           | 1ª rodada               | 2ª rodada                 | 3ª rodada                       | Pos.         | Oponente Resultado          | Pos. final |
| Evento                    | Atleta           | Oponente Resultado      | Oponente Resultado        | Oponente Resultado              | Pos.         | Oponente Resultado          | Pos. final |
| ------------------------- | ---------------- | ----------------------- | ------------------------- | ------------------------------- | ------------ | --------------------------- | ---------- |
| Livre até 54 kg masculino | Yerzon Hernández | AZE Kanan Guluyev D 1-3 | AUS Jayden Lawrence V 3-1 | SIN Kester Chun Yue Leung V 4-0 | 2º           | TUR Mehmet Ali Daylak D 1-3 | 4º         |

## Taekwondo
| Evento              | Atleta      | 1ª rodada                | Quartas-de-final            | Semifinais  | Final       | Pos. final |
| ------------------- | ----------- | ------------------------ | --------------------------- | ----------- | ----------- | ---------- |
| Até 55 kg masculino | Oscar Muñoz | BRN Ebrahim Ahmed V 10-7 | VIE Nguyễn Quốc Cường D 3-4 | Não avançou | Não avançou | 6º         |

## Tênis
| Evento            | Atleta               | 1ª rodada                         | 2ª rodada                         | Quartas-de-final                     | Semifinais                               | Final                                                     | Pos. final      |
| Evento            | Atleta               | Oponente Resultado                | Oponente Resultado                | Oponente Resultado                   | Oponente Resultado                       | Oponente Resultado                                        | Pos. final      |
| ----------------- | -------------------- | --------------------------------- | --------------------------------- | ------------------------------------ | ---------------------------------------- | --------------------------------------------------------- | --------------- |
| Simples masculino | Juan Sebastián Gómez | BAR Darian King V 2-0 (6-3 e 6-2) | CZE Jiri Veselý V 2-0 (7-6 e 7-5) | GBR Oliver Golding V 2-0 (6-4 e 6-0) | RUS Victor Baluda V 2-1 (6-1, 3-6 e 7-5) | IND Yuki Bhambri V 2-1 (6-7, 7-6 e 4-1 Bhambri abandonou) | Medalha de ouro |

| Evento            | Atleta                                                            | 1ª rodada                                              | Quartas-de-final   | Semifinais         | Final              | Pos. final |
| Evento            | Atleta                                                            | Oponente Resultado                                     | Oponente Resultado | Oponente Resultado | Oponente Resultado | Pos. final |
| ----------------- | ----------------------------------------------------------------- | ------------------------------------------------------ | ------------------ | ------------------ | ------------------ | ---------- |
| Duplas masculinas | Juan Sebastián Gómez e PER Duilio Beretta (cabeças-de-chave nº 3) | ECU Diego Acosta/ ECU Roberto Quiroz D 0-2 (0-6 e 6-7) | Não avançaram      | Não avançaram      | Não avançaram      | --         |

## Triatlo
| Evento               | Triatleta                                                              | Natação | Transição 1 | Ciclismo | Transição 2 | Corrida | Tempo total | Pos. |
| -------------------- | ---------------------------------------------------------------------- | ------- | ----------- | -------- | ----------- | ------- | ----------- | ---- |
| Individual masculino | Andrés Díaz                                                            | 9:03    | 0:30        | 29:40    | 0:24        | 18:51   | 58:28.67    | 23º  |
| Individual feminino  | Viviana González                                                       | 10:06   | 0:37        | 33:48    | 0:30        | 23:49   | 1:08:50.22  | 25º  |
| Revezamento misto    | Andrés Díaz e Viviana González (como integrantes da equipe Américas 4) |         |             |          |             |         | 1:27:52.84  | 14º  |